# 郵便追跡サービス
郵便追跡サービス（ゆうびんついせきサービス）は日本郵便のホームページで書留等の配達状況が確認できるサービス。

## 概要
日本郵便の窓口で書留等を差し出した際に交付される控えに記載されているバーコード数字を携帯電話・パソコン等に入力することで当該郵便物等の途中経過や配達状況がリアルタイムで確認できる。また、受取人不在時に投函される通知票にも、控えの番号と同じ11桁または12桁のバーコードの数字が記載されている（一部の郵便局ないしは集配センターを除く）。
なお、海外の郵便事業（USPS等）による日本国内宛ての郵便物も追跡が可能な場合がある。
追跡を行える期間は、郵便物等の取扱日から約100日間（国際郵便は約12か月間）となっている。

## 対象
- 各種書留
- 特定記録（郵便物・ゆうメール）
- レターパック
- ゆうパック
- ゆうパケット
- クリックポスト
- 配達時間帯指定郵便
- Webレタックス
- 国際スピード郵便（EMS）
- 国際航空小包
- 国際書留・保険付